# Jim Messina
Pour les articles homonymes, voir Messina.
Jim Messina, né le 5 décembre 1947, est un guitariste et chanteur américain, surtout connu comme membre des groupes rock Buffalo Springfield, Poco et country-rock Loggins and Messina.

## Biographie
Il commence sa carrière en 1964 avec son propre groupe Jim Messina and His Jesters, leur unique album éponyme est publié la même année. Puis il est bassiste au sein de Buffalo Springfield où il a remplacé Bruce Palmer sur leur dernier album. Puis avec Richie Furay, ex-Buffalo Springfield, il a ensuite formé le groupe Poco. Messina était alors guitariste, chanteur et compositeur du groupe. Après deux albums, il a quitté Poco.
Il fut ensuite producteur indépendant, ce qui lui donna l’occasion de travailler avec Kenny Loggins pour son premier album. Finalement, ils décidèrent de sortir l’album sous le titre Sittin' In.
Le duo enregistra plusieurs albums qui ont connu un bon succès. Dans le second, intitulé Loggins and Messina, le duo est accompagné de Rusty Young de Poco et a composé Your Mama Don’t Dance et Angry Eyes.
Loggins et Messina arrêtent leur collaboration en 1976 et continuent des carrières solo, Loggins ayant plus de succès que Messina.
Ce dernier a ensuite poursuivi sa carrière comme compositeur. En 2005, Loggins et Messina ont reformé leur duo et ont effectué une tournée qui a eu beaucoup de succès aux États-Unis. En 2005 sort la compilation The Best : Sittin' In Again.

## Discographie
Jim Messina and His Jesters
- The Dragsters (1964)

Buffalo Springfield
- Last Time Around (1968)

Poco
- Pickin' Up the Pieces (1968)
- Poco (1969)
- Deliverin' (1970)
- Legacy (1989)

Loggins & Messina
- Sittin' In (1971)
- Loggins & Messina (1972)
- Full Sail (1973)
- On Stage (1974)
- Mother Lode (1974)
- So Fine (1975)
- Native Sons (1976)
- Finale (1976)
- The Best of Friends (1977)
- The Best : Sittin' In Again (2005) - Compilation

Jim Messina
- Oasis (1979)
- Messina (1981)
- One More Mile (1983)
- Watching The River Run (1996)
- Watching The River Run (Revisited) (2005)
- Under a Mojito Moon Part-1 (2009)
- Live at the Clark Center for the Performing Arts (2012)
- In The Groove (2017)

Neil Young 
- Neil Young (1968) Basse sur 8 des 10 chansons.